# 2004年亚热带风暴妮科尔
亚热带风暴妮科尔（英語：Subtropical Storm Nicole）是有纪录以来首场没有成为热带气旋、但仍然从标准飓风命名名单上获得命名的亚热带风暴，也是2004年大西洋飓风季第14场获得命名的风暴。系统于10月10日在百慕達附近经上层低压槽和冷锋相互影响形成，然后转朝东北方向移动，风暴一度朝热带气旋转变，但转变过程没有完成，之后被更大规模的温带风暴吸收而消散。
妮科尔在百慕大产生中等程度降水，恶劣的海况对邮轮构成影响。风暴残留同温带风暴相结合，在加拿大产生狂风暴雨，导致树木和输电线缆受损。气旋残留还在新英格兰多地产生阵风，风暴产生的涌浪令美国东岸沿线的冲浪运动条件得到大幅改善。

## 气象历史
2004年10月上旬，大西洋西部有上层低压槽和逐渐衰减的冷锋持续存在。两者相互影响，于10月8日在百慕大西南方向发展出低气压区。系统内缺乏层次分明的环流，但在向西北方向移动的同时，其内部风速已达到烈风强度。系统的组织结构逐渐改善，虽然到10月9日时仍未表现出发展成热带天气系统的迹象，但多个计算机模型预测系统有可能发展成亚热带风暴。10月10日，系统东北部组织出带状云系，形成层次分明的下层环流。此后不久，系统中心西北方向发展出弧形对流带，系统产生的最强风速位于距中心185公里外的位置。根据风场范围及云系特征，美国国家飓风中心估计系统于10月10日在百慕大西南方向约225公里洋面发展成亚热带风暴，并以“妮科尔”（Nicole）为其命名。
气象机构起初预计妮科尔的中心以西上空有可能发展出对流，如果这一趋势持续下去，风暴还可能转变成热带气旋，预计妮科尔的最大持续风速会达到每小时105公里。受中层低压槽影响，风暴转向东北，于10月11日清晨从百慕大西北方向约95公里海域经过。此后不久，气旋中心附近发展出持续性的深层对流，气象卫星的高级微波探测仪所测数据表明妮科尔内部可能存在暖芯。但在强烈上层风切变的影响下，风暴未能成功转变成热带气旋。受新斯科舍以南的大规模温带气旋影响，妮科尔加速向东北方向移动，在此期间短暂达到风力时速85公里的最高强度。10月11日，亚热带风暴妮科尔被各大规模的温带风暴吸收，其环流随即消亡。

## 防灾措施、影响和命名
| 降雨量 | 降雨量 | 风暴                       | 地点       | 参     |
| 排名   | mm     | 风暴                       | 地点       | 参     |
| ------ | ------ | -------------------------- | ---------- | ------ |
| 1      | 186.7  | 1939年10月飓风             |            | [ 6 ]  |
| 2      | 153.7  | 1963年飓风阿琳             |            | [ 7 ]  |
| 3      | 151.4  | 2002年热带风暴克里斯托瓦尔 |            | [ 8 ]  |
| 4      | 148.0  | 2004年亚热带风暴妮科尔     |            | [ 9 ]  |
| 5      | 134.1  | 1967年第二十三号热带低气压 |            | [ 7 ]  |
| 6      | 126.2  | 2005年热带风暴富兰克林     |            | [ 10 ] |
| 7      | 125.0  | 1981年飓风艾米莉           |            | [ 7 ]  |
| 8      | 124.0  | 2005年热带风暴哈维         |            | [ 11 ] |
| 9      | 123.2  | 1948年9月飓风              |            | [ 6 ]  |
| 10     | 120.9  | 颶風伯莎 (2008年)          | 百慕大机场 | [ 12 ] |

10月9日，百慕大气象局赶在妮科尔成形前一天向岛上发布烈风警告。风暴形成后不久，该机构又发出热带风暴观察预警。气旋从该岛经过后，所有警告均予中止。妮科尔在百慕大产生的最强风速为每小时71公里，风暴发展形成前，当地一度测得时速97公里的阵风。气旋及其温带风暴前身在百慕大产生暴雨，百慕大國際機場前后三天的降雨总量达148毫米，岛上还出现雷暴天气。面对妮科尔带来的恶劣天气，旨在吸引游客的百慕大音乐节有许多活动被迫取消，其中包括艾萨克·海耶斯、杰拉尔德·奥尔布赖特（Gerald Albright）和安妮塔·貝克的演出。大风导致多条输电线缆中断，约有1800户民宅或商铺停电。天气状况致使许多航班延期，另有4艘游轮因狂风影响延迟或改道。3至3.6米高的大浪令许多游船上的乘客晕船，其中一人被送往百慕大当地医院诊治。
加拿大飓风中心一共针对妮科尔发布过7份公报，但这场风暴进入该机构预警责任区后很快便已消散。妮科尔的湿气同温带风暴结合后，加拿大飓风中心下属的大西洋风暴预报中心向加拿大海洋省份大范围地区发布暴雨和大风警告。妮科尔的残留同强劲的温带风暴结合，在加拿大海洋省份大部分区域产生狂风，其中布雷顿角岛西部风速超过每小时130公里。劲风将多棵树木连根拔起，导致多条电缆中断，狂风和恶劣的海况共同影响，导致轮渡服务取消，联邦大桥通行受限。合并而成的新系统还产生超过60毫米降水，在新斯科舍东部引发洪灾。风暴经过期间正值当地苹果收割时节，对安纳波利斯谷构成不利影响。

亚热带风暴妮科尔接近最高强度时的卫星图像

妮科尔的残留同温带风暴结合，在新英格兰产生狂风，最高阵风时速达105公里。缅因州有许多树枝被风刮断，还有部分树木倒塌，输电线缆中断。多地出现停电，其中大部分发生在华盛顿县和汉考克县沿海地区。此外，妮科尔还在美国东岸沿海产生中等强度涌浪，纽约州和罗得岛州的涌浪高度超过1.2米，正是最适合冲浪的高度。
共有11艘船只测得妮科尔产生的热带风暴强度大风。气旋达到最高强度时，船只测得的最强风速为每小时80公里；测得的最低气压则是995毫巴（百帕），此时妮科尔正被温带风暴吸收。
从2002年开始，亚热带风暴会像热带风暴一样获得命名。妮科尔则是新命名方针首次在没有成为热带气旋的亚热带风暴上落实。气象机构曾于1972和1973年以音标字母为四场亚热带风暴命名，但此后30余年间都没有再为亚热带气旋命名。